# 525 Adelaide

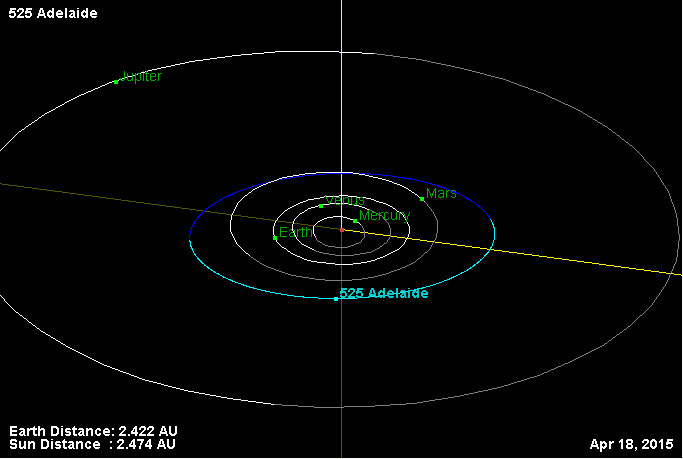
Órbita do asteroide Adelaide e sua posição no Sistema Solar

Adelaide (asteroide 525) é um asteroide da cintura principal, a 2,015761 UA. Possui uma excentricidade de 0,1022574 e um período orbital de 1 228,92 dias (3,36 anos).
Adelaide tem uma velocidade orbital média de 19,87692217 km/s e uma inclinação de 5,99548º.
Este asteroide foi descoberto em 21 de Outubro de 1908 por Joel Metcalf.